# Estado de Ngchesar
Ngchesar es un estado de las islas Palaos un país de Oceanía.

## Historia
Las terrazas en la aldea de Ngerngesang son ejemplos sitios arqueológicos en el área, a través de la datación por radiocarbono, se cree que se remontan al 491 y al 1150 d. C.
Ngchesar como el resto de Palaos formó parte del Imperio Español desde el siglo XVI hasta 1899 cuando el territorio fue vendido al Imperio de Alemania quien gobernó el área hasta el final de la Primera Guerra Mundial, momento en el cual el Imperio de Japón se hizo cargo del área hasta el final de la Segunda Guerra Mundial cuando Estados Unidos tomó posesión del territorio. Ngchesar se constituyó como un estado autónomo después de la Independencia de Palaos de Estados Unidos.

## Geografía
Allí se encuentran árboles de mangle, donde crecen los camarones y langostinos: El tótem sagrado de Ngchesar es la pastinaca. Tiene 291 habitantes y su capital es Ngersuul. Es el sexto estado más grande en términos de superficie, con un área de aproximadamente 40 kilómetros cuadrados, y está ubicado en el lado este de la isla de Babeldaob, al noroeste del estado de Airai y al sureste del estado de Melekeok, donde se encuentra la sed del gobierno de Palaos. Ngchesar es famosa por su canoa de guerra "kabekel" llamada Bisbush que significa Rayo.

## Gobierno y política
El estado de Ngchesar, con una población de menos de 300 habitantes, tiene un director ejecutivo electo, gobernador. El estado también tiene una legislatura elegida cada cuatro años. La población estatal elige a uno de los miembros de la Cámara de Delegados de Palau.

## Educación
El Ministerio de Educación opera diversas escuelas públicas.
La escuela secundaria Palaos en Koror es la única escuela secundaria pública del país, por lo que los niños de esta comunidad van allí.